# Eurovíziós Kórusverseny
Ha a következő versenyről szeretnél többet tudni, lásd: 2023-as Eurovíziós Kórusverseny
Az Eurovíziós Kórusverseny (angolul: Eurovision Choir of the Year, franciául: Chorale Eurovision de l'année) egy kétévente megtartott verseny az Európai Műsorsugárzók Uniójának aktív tagállamai között. A fesztivál keretében minden részt vevő ország benevez egy kórust, majd egy szakmai zsűri szavaz a résztvevők által benevezett kórusokra, hogy megtalálják a verseny legnépszerűbb kórusát. Az országok az EBU-tag tévétársaságaikon keresztül szerepelnek (Magyarországon az MTVA tagja az EBU-nak), melyek feladata az országot képviselő kórus és kórusmű kiválasztása. Magyarország a legelső verseny egyik részt vevő országa volt.
Az első megmérettetést 2017-ben tartották meg Rigában, és az előzetes tervek alapján ezt követően minden második évben sor kerül a rendezvényre.

## Formátum
Amatőr kórusok részvétele engedélyezett a versenyen, melyekből legalább hét, legfeljebb pedig tizenkettő indulhat egy évben. Minden kórus kíséret nélkül előad egy maximum hat perces, kötetlen stílusú művet, mely valamilyen módon az országot is jellemzi. A produkciókat a háromtagú, szakmai zsűri véleményezi, majd kiválasztja az adott év győztesét.

## Részvétel
Alkalmas résztvevőknek az Európai Műsorsugárzók Uniója aktív tagjai számítanak (a társult tagok nem vehetnek részt). Azok az aktív tagok, kiknek államai az Európai Sugárzási Területen (European Broadcasting Area) belülre esnek, vagy akik tagjai az Európa Tanácsnak. Az Európai Sugárzási Területet a Nemzetközi Telekommunikációs Unió (International Telecommunication Union) határozza meg.
Az aktív tagoknak olyan szervezetek számítanak, amelyek sugárzásai (elméletben) elérhetőek azon ország teljes lakosságának, ahol a központjuk van.
A versenyen az Egyesült Királyság alkotó országai önállóan vehetnek részt, közülük Wales 2017-ben, Skócia pedig 2019-ben csatlakozott.

EBU-tagországok, amelyek már legalább egyszer részt vettek a versenyen.
EBU-tagországok, melyek még egyetlen alkalommal sem vettek részt a versenyen.
EBU-tagországok, melyek korábban más ország részeként vettek részt a versenyen, de független országként még nem
Országok, melyek jelezték részvételi szándékukat, de visszaléptek a verseny előtt

Eddig tizenhárom ország szerepelt legalább egyszer. Ezek a következőek (az első részvétel éve szerint sorba rakva):
- 2017 –  Ausztria,  Belgium,  Dánia,  Észtország,  Lettország,  Magyarország,  Németország,  Szlovénia,  Wales
- 2019 –  Norvégia,  Skócia,  Svájc,  Svédország
- 2023 –  Litvánia

Az Európai Műsorsugárzók Uniójának tagállamai, melyek még nem vettek részt a kórusfesztiválon:
- Albánia
- Algéria
- Andorra
- Azerbajdzsán
- Bosznia-Hercegovina
- Bulgária
- Ciprus
- Csehország
- Egyesült Királyság
  -  Anglia
  -  Észak-Írország
- Egyiptom
- Fehéroroszország
- Finnország
- Franciaország – majdnem részt vett 2019-ben, de visszalépett
- Görögország
- Grúzia
- Hollandia
- Horvátország
- Írország
- Izland
- Izrael
- Jordánia
- Lengyelország
- Libanon
- Líbia
- Luxemburg
- Észak-Macedónia
- Málta
- Marokkó
- Moldova
- Monaco
- Montenegró
- Olaszország
- Oroszország
- Örményország
- Portugália
- Románia – majdnem részt vett 2019-ben, de visszalépett
- San Marino
- Spanyolország
- Szerbia
- Szlovákia
- Törökország
- Tunézia
- Ukrajna
- Vatikán

## Győztesek

Az Eurovíziós Kórusverseny győzteseit ábrázoló térkép. A színek a győzelmek számát jelölik.

| Év   | Ország    | Kórus        | Kórusmű (Szerző) | Karnagy         |
| ---- | --------- | ------------ | --- | --------------- |
| 2017 | Szlovénia | Carmen Manet | Adrca (Samo Vovk, Katarine Pustinek Rakar) Aj, zelena je vsa gora (Samo Vovk, Katarine Pustinek Rakar) Ta na Solbici (Samo Vovk) | Primož Kerštanj |
| 2019 | Dánia     | Vocal Line   | True North (Tina Dickow, Tine Fris-Ronsfeld)                                                                                     | Jens Johansen   |
| 2019 | Dánia     | Vocal Line   | Viola (Lisa Nilsson, Henrik Jansson, Jens Johansen)                                                                              | Jens Johansen   |
| 2023 |           |              | |                 |

## Külső hivatkozások
- Az Eurovíziós Kórusverseny hivatalos honlapja